# Cal Monlleó
Cal Monlleó és una obra eclèctica de Falset (Priorat) inclosa a l'Inventari del Patrimoni Arquitectònic de Catalunya.

## Descripció
Edifici bastit de carreu, maçoneria i obra, arrebossada i pintada i cobert per teulada a dues vessants, de planta baixa, entressol i dos pisos i golfes. La façana, porxada, presenta tres monumentals arcs de mig punt sostinguts per quatre pilastres bastides de carreu. A l'interior del porxo hi ha l'entrada, amb llinda de pedra i porta d'una derna amb portella, dues finestres, així com tres balconets al nivell de l'entressol. El primer pis disposa d'una balconada amb tres obertures i tres balcons el segon, amb nou finestrelles a les golfes.

## Història
Malgrat el seu caràcter monumental, sembla que la casa era única, encara que, més endavant, s'hi feren diversos habitatges. Actualment és desahabitada i convertida en magatzem i granja.